# D. J. Caruso
Daniel John Caruso, conhecido como D.J. Caruso (Norwalk, 17 de Janeiro de 1965), é um diretor e produtor de cinema estadunidense. Caruso já dirigiu os filmes Paranoia, Tudo por Dinheiro, Roubando Vidas, Controle Absoluto e Eu Sou o Número Quatro. Ele também dirigiu episódios de séries como The Shield, Over There, Smallville e Dark Angel. Em 2007, Caruso dirigiu seu primeiro vídeo musical, com a canção "Don't Make Me Wait", de This World Fair. Ele também foi convidado para ser um dos juizes em On the Lot, um reality show da Fox.

## Carreira como diretor
Seu primeiro filme como diretor foi The Salton Sea, estrelado por Val Kilmer, en 2002.
Em 2004, Caruso dirigiu Taking Lives, com Angelina Jolie, Ethan Hawke e Kiefer Sutherland. O filme foi lançado aos cinemas em 16 de março de 2004, mas não foi bem recebido, tanto pela crítica, quanto pelo público, pois só arrecadou $65,470,529. Posteriormente, no mesmo ano, o filme foi lançado em DVD e foi número um nas paradas por três semanas seguidas.
Two for the Money foi o próximo filme de Caruso; foi considerado "um suspense bem feito, mas com muitos detalhes". O filme foi lançado em 7 de outubro de 2005, e foi um sucesso moderado, arrecadando $30,526,509 em todo o mundo, com um orçamento modesto de US$18 milhões. Mais tarde, foi lançado em DVD em 17 de janeiro de 2006.
Em 2007, Caruso foi convidado por Steven Spielberg para dirigir, o que seria seu filme de maior sucesso: Paranoia. O filme arrecadou mais de US$ 117 milhões, com um orçamento de apenas US$ 20 milhões. Foi estrelado por Shia LaBeouf, Sarah Roemer, David Morse, Aaron Yoo e Carrie-Anne Moss. Paranoia foi lançado nos cinemas em 13 de abril de 2007 e em 7 de agosto do mesmo ano, em DVD.
Em Eagle Eye, Caruso volta a trabalhar com Shia LaBeouf no elenco, que conta também com Michelle Monaghan, Billy Bob Thornton e Rosario Dawson. Foi lançado nos cinemas em 26 de setembro de 2008. Neste filme, Caruso volta a trabalhar com Steven Spielberg, que mais uma vez, cuida da produção. As reações da crítica foram mistas, mas, em sua semana de estreia, o filme arrecadou $ 29,1 milhões de dólares em 3.510 salas de cinema nos Estados Unidos e no Canadá. Ele arrecadou R$ 201 milhões em todo o mundo, tendo tido, um orçamento de US$ 80 milhões.
Em 2011, mais uma vez, Caruso trabalha com Steven Spielberg; desta vez, na adaptação do livro Eu Sou o Número Quatro, escrito por Pittacus Lore.
Atualmente, Caruso está trabalhando em uma adaptação cinematográfica de Y: O Último Homem. Há rumores de que, pela terceira vez, Caruso trabalhará com Shia LaBeouf. Em 24 de julho de 2009, foi anunciado que Caruso estará trabalhando com a Electronic Arts, em um filme baseado no jogo Dead Space. Também foi anunciado oficialmente que Caruso dirigirá a adaptação cinematográfica de Preacher.
Em janeiro de 2014, foi anunciado que ele dirigiria Selling Time, um suspense sobrenatural que a 20th Century Fox desenvolvia há anos, e que poderia ter Will Smith no elenco.
Em 2 de abril de 2015, Caruso foi contratado para dirigir a terceira sequência do filme G.I. Joe, com Aaron Berg escrevendo o roteiro. Em outubro de 2015, o ator e produtor Vin Diesel convenceu Caruso assinar como diretor de xXx: The Return of Xander Cage. O filme estreou como o filme número um do mundo e faturou 347 milhões de dólares em todo o mundo.
Caruso dirigiu o filme Redeeming Love, baseado no romance homônimo de Francine Rivers de 1991, depois que "ele se apaixonou pelos personagens e pela história quando sua esposa o apresentou ao romance". O filme estava previsto para ser lançado na primavera de 2021, mas foi remarcado para o início de 2022.
Em 2024, Caruso dirigiu o filme Mary para a Netflix, que acompanha a vida de Maria, mãe de Jesus. O filme enfrentou reações negativas pela decisão de escalar atores israelenses em vez de atores palestinos; Caruso declarou que "era importante para nós que Maria, junto com a maioria do nosso elenco principal, fosse selecionada de Israel para garantir a autenticidade".

## Vida pessoal
Caruso nasceu em Norwalk, Connecticut. Ele se formou no Ensino Médio, em 1983, em Norwalk, e, em seguida, na Pepperdine University. Caruso é descendente de italianos. Casou-se com Holly Kuespert em 06 de julho de 1991 e tem 5 filhos: Brandon, Daniel, Sophia, Charlie e Sally.

## Filmografia
| Ano       | Título                              | Notas                                          |
| --------- | ----------------------------------- | ---------------------------------------------- |
| 1996      | VR.5                                | Série de TV                                    |
| 1996      | High Incident                       | Série de TV                                    |
| 1997      | Cyclops, Baby                       | Curta-Metragem                                 |
| 1998      | Black Cat Run                       | Filme de TV                                    |
| 1998      | Buddy Faro                          | Série de TV                                    |
| 1999      | Martial Law                         | Série de TV                                    |
| 1999      | Mind Prey                           | Filme de TV                                    |
| 1999      | The Strip                           | Série de TV                                    |
| 2001      | Dark Angel                          | Série de TV, 1 episódio, 1ª Temporada: Meow    |
| 2001      | Going to California                 | Série de TV                                    |
| 2002      | Robbery Homicide Division           | Série de TV, 2 episódios                       |
| 2002      | A Sombra de um Homem                | Filme de estreia no cinema                     |
| 2002      | Smallville                          | Série de TV, 1 episódio, 1ª Temporada: Shimmer |
| 2002-2006 | The Shield                          | Série de TV, 4 episódios                       |
| 2004      | Roubando Vidas                      | Filme                                          |
| 2005      | Tudo por Dinheiro                   | Filme                                          |
| 2005      | Over There                          | Série de TV, 1 episódio                        |
| 2007      | Paranoia                            | Filme                                          |
| 2008      | Controle Absoluto                   | Filme                                          |
| 2011      | Eu Sou o Número Quatro              | Filme                                          |
| 2011      | Inside                              | Filme                                          |
| 2013      | Standing Up                         | Filme                                          |
| 2014      | Sala Oculta/O Quarto dos Esquecidos | Filme                                          |
| 2014      | Tin Man                             | Filme de TV                                    |
| 2017      | XXx: The Return of Xander Cage      | Filme                                          |